# Kathedraal van Maria-Tenhemelopneming (Gozo)
De Kathedraal van Maria-Tenhemelopneming (Maltees Knisja Katidrali ta' Għawdex, Engels: Cathedral of the Assumption of the Blessed Virgin Mary is de bisschoppelijke kerk van het bisdom Gozo, dat de eilanden Gozo en Comino omvat. De kathedraal ligt in de historische Citadella van Gozo in het centrum van Victoria, de hoofdstad van het eiland Gozo. Het gebouw werd tussen 1697 en 1711 opgetrokken volgens de plannen van de Maltese barokarchitect Lorenzo Gafà, die ook de Kathedraal van Sint-Pieter en Paulus in Mdina bouwde.

## Geschiedenis
Deze kathedraal is al het derde kerkgebouw dat op deze site gebouwd is. De eerste, oorspronkelijk Byzantijnse architectuur uit de 6e eeuw, werd tussen 870 en 1127 door de Arabieren verwoest en vervangen door een moskee. Daarvan zijn op heden geen sporen van overgebleven, wel sporen van een Fenicische tempel van Astarte en een latere Romeinse tempel van Juno. Uit historische documenten blijkt echter dat de Noormannenvorst Roger I in 1127 de moskee hier in een kerk had laten ombouwen. In een tijd waarin de meerderheid van de Maltese christenen op het eiland Gozo woonde (1127-1249), functioneerde de kerk waarschijnlijk als de kathedraal van Malta en Gozo. Ze werd in 1435 de Sanctae Mariae Ecclesia Matrice of “Moederkerk van Gozo” genoemd, en werd gewijd aan de Maria-Tenhemelopneming. 
Lange tijd leed het eiland Gozo onder de invallen van Barbarijse zeerovers en Saracenen die de bewoners als slaven meevoerden. De kathedraal zelf werd in 1551 het doelwit van een piratenaanval, maar werd weer voorlopig hersteld. Nauwelijks drie jaar later volgde een nieuwe aanval. Het leven hier was zo gevaarlijk dat de bevolking tot 1673 wettelijk verplicht was om de nachten door te brengen in de citadel. Na de aardbeving van 1693 werd uiteindelijk besloten een nieuw gebouw op te trekken volgens de ontwerpen van Lorenzo Gafà. De eerste steen werd gelegd op 21 september 1697, en Gafà’s meesterwerk werd ingewijd op 11 oktober 1716. Op 16 september 1864 verhief paus Pius IX de kerk tot kathedraal van het pas opgerichte bisdom Gozo [en Comino]. Johannes Paulus II was in 1992 de eerste paus die  de kathedraal effectief bezocht.

## Architectuur
De kathedraal werd gebouwd met lokale kalksteen, in de beste traditie van de barokarchitectuur. Aan de noordoostelijke zijde bevindt zich een grote vrijstaande klokkentoren. Om financiële redenen werd de oorspronkelijk voorziende koepel niet gebouwd. Men beperkte zich tot een eenvoudig grondplan in de vorm van een Latijns kruis en een niet-versierde buitengevel.
Om het ontbreken van een koepel te compenseren, creëerde Antonio Manuele Pippi van Messina later de beroemde plafondschildering, die door middel van een optische illusie op een koepel lijkt (Trompe-l'oeil-schilderkunst). De vijf oude klokken zijn sindsdien vervangen door vijf nieuwe exemplaren van het Engelse klokkengieterij John Taylor Bellfounders uit Loughborough, die bij speciale gelegenheden worden geluid. 
Sinds 2006 sieren twee enorme bronzen beelden het hoofdportaal voor de kathedraal: Paus Pius IX aan de linkerkant en paus Johannes Paulus II. die in 1992 de kathedraal bezocht, aan de rechterkant. Beide figuren zijn werken van Camilleri-Cauchis, en uitgevoerd door de Fondaria Storica Chiurazzi di Napoli.

## Interieur
Het weelderige en harmonieuze interieur van de kathedraal draagt alle kenmerken van de barok in Gafà-stijl. Het orgel is een meesterwerk van orgelbouwer Werner Bosch Orgelbau uit Hessen.

## Galerij

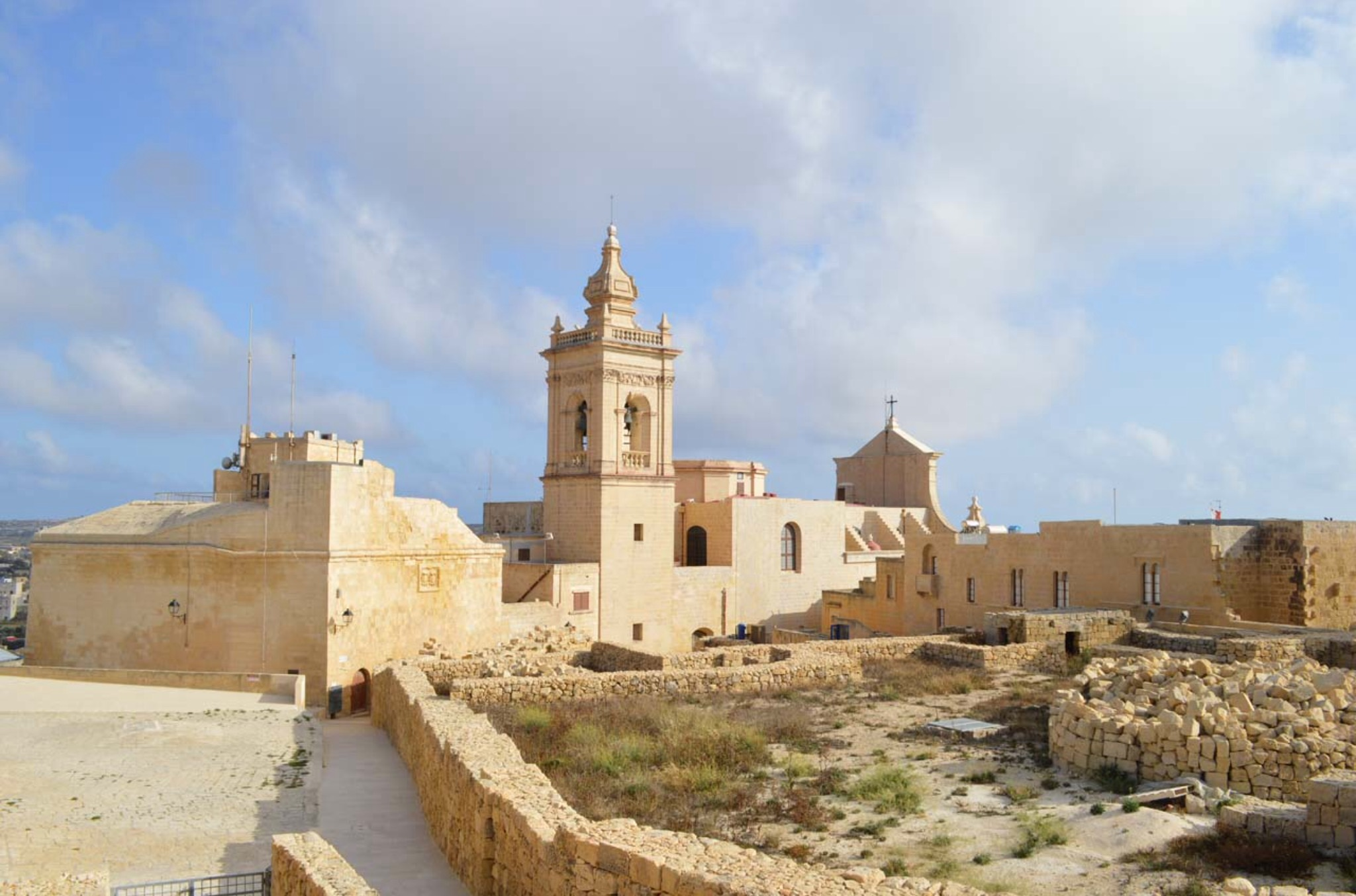
De kathedraal in de citadel
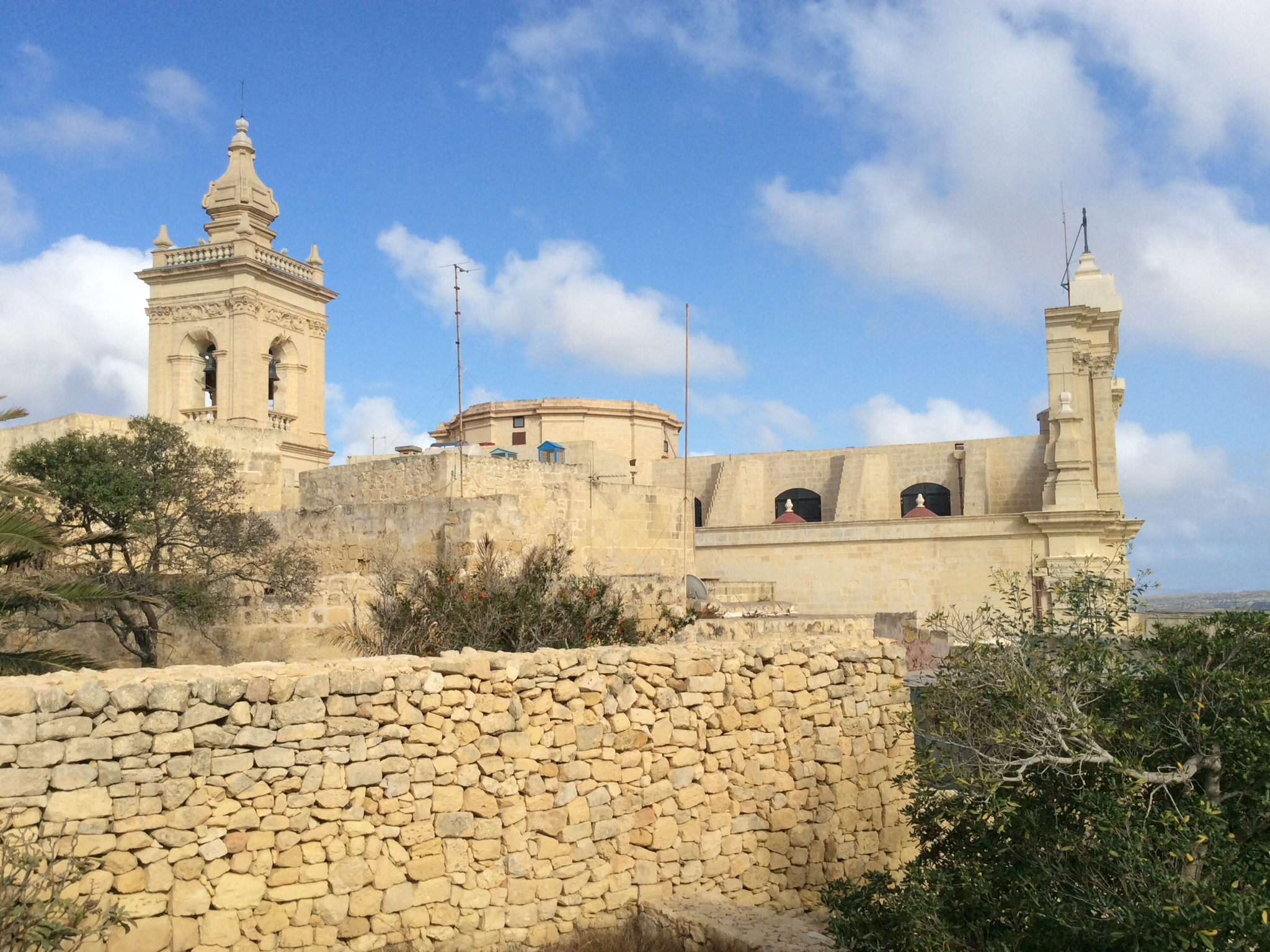
Kathedraal met links de klokkentoren
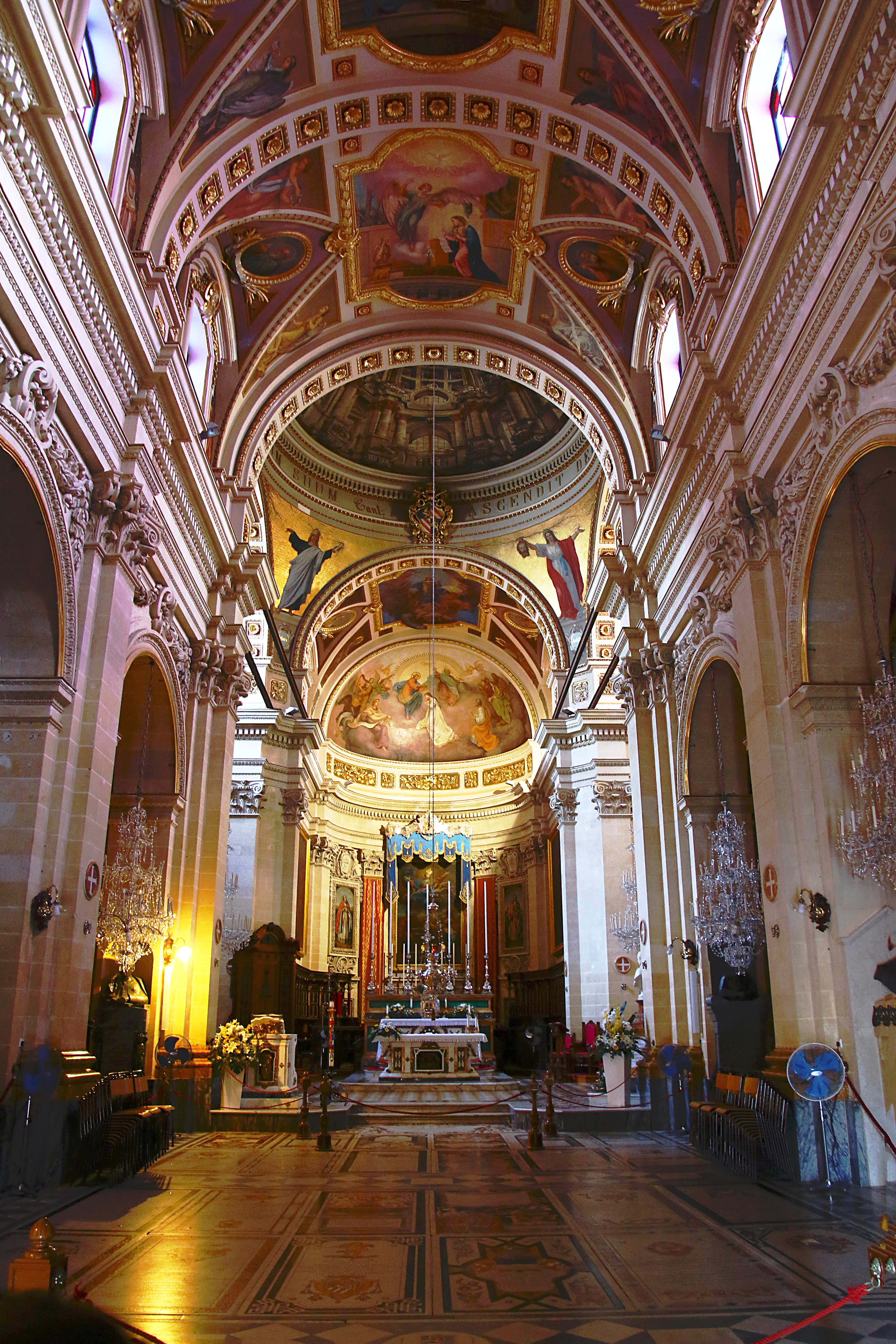
Interieur
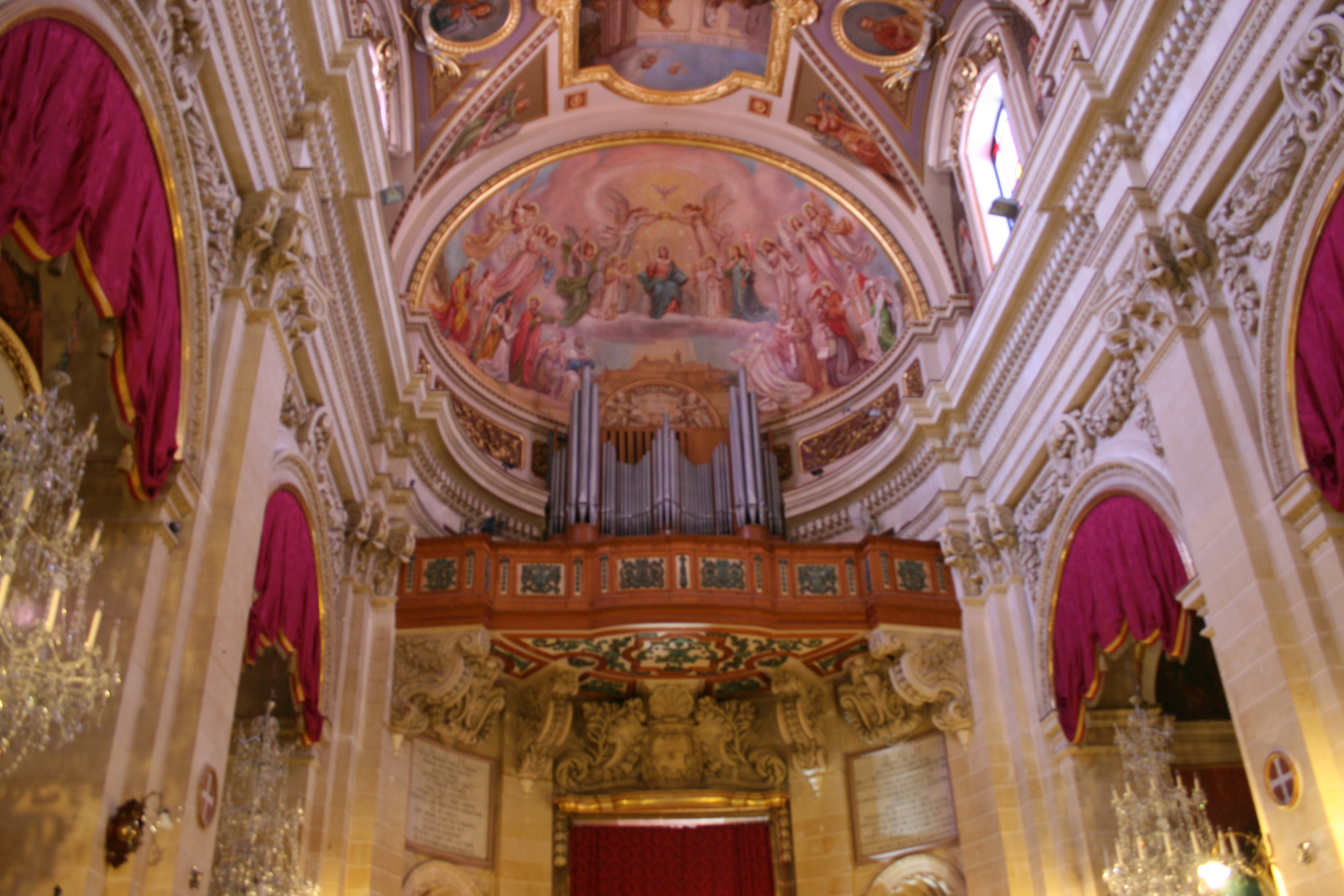
Het orgel
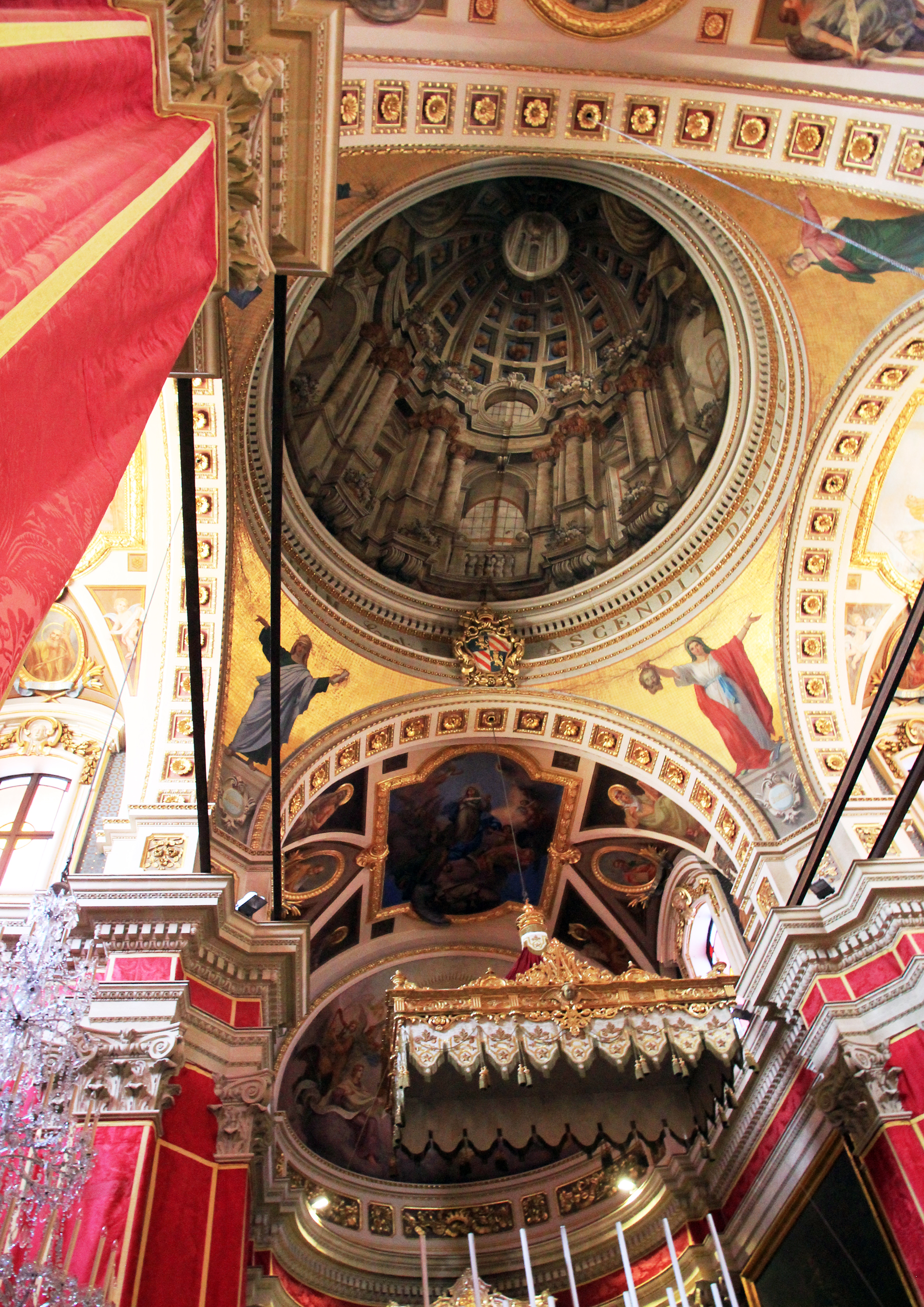
De trompe-l'oeil plafondschildering
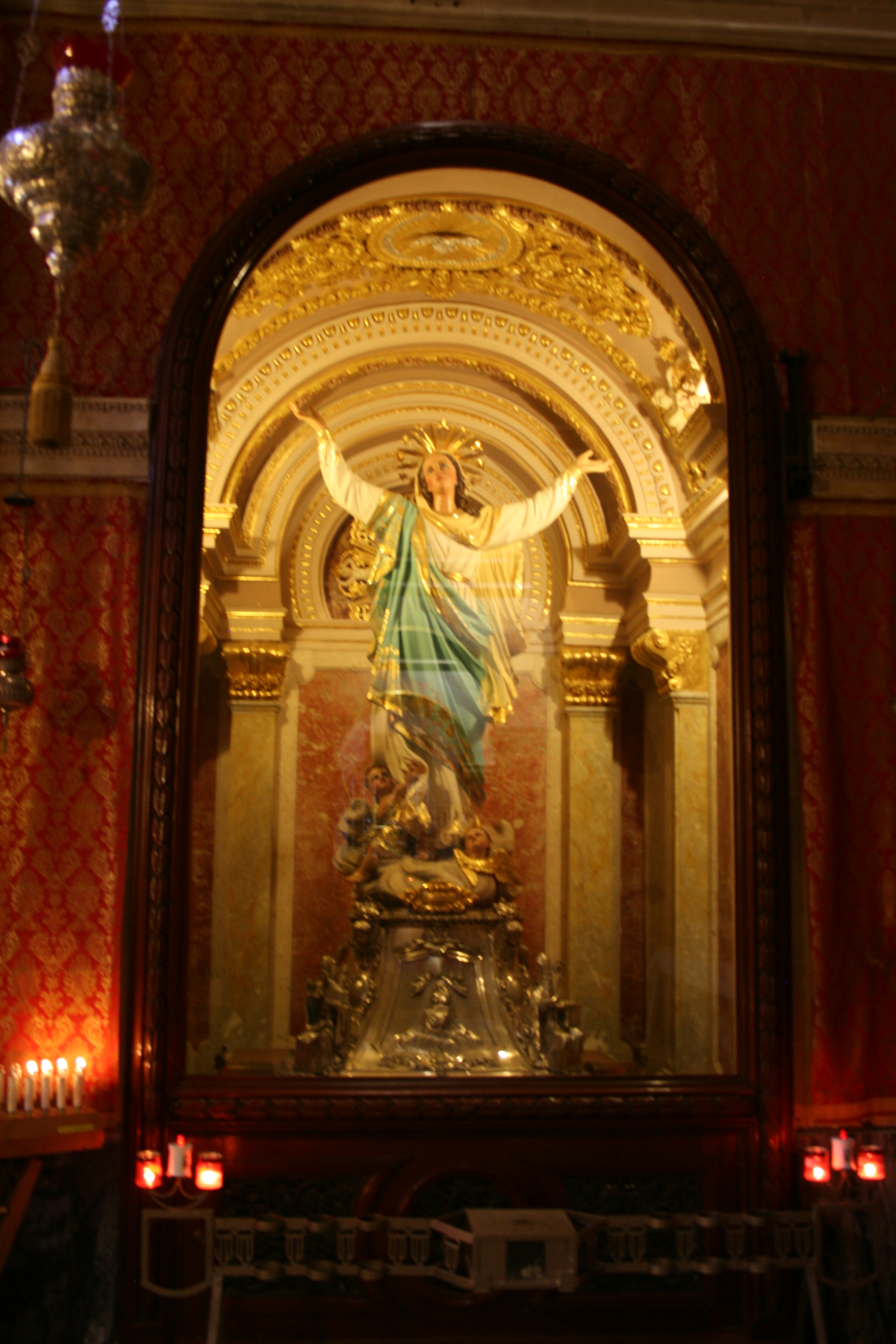
Het beeld van Maria